# Ми діти зі станції Зоо
«Ми діти станції Зоо», або «Я Крістіана» (нім. Christiane F. – Wir Kinder vom Bahnhof Zoo) — західнонімецький фільм режисера Улі Еделя і продюсера Бернда Айхінгера, знятий у 1981 році за мотивами однойменної біографічної книги, заснованої на записах щоденника Крістіани Фельшерінов. Фільм став популярним серед німецьких підлітків завдяки реалістичному зображенню розвитку наркозалежності у неповнолітніх. Події розгортаються в 1975 році і описують ситуацію з наркотиками в Західному Берліні. Композитором саундтреку став Девід Бові, а його поява у фільмі, націленому на молодіжну аудиторію, сприяла комерційному успіхові проекту.

## Сюжет
Фільм розповідає про життя 13-річної дівчини Крістіане Фельшерінов, яка живе зі своєю мамою та молодшою сестрою в невеликій квартирі багатоповерхового будинку на околиці Західного Берліна.
Близько 1975 року вона вперше зіткнулася з наркотиками через друзів. Вона каже матері, що залишиться у своєї подруги Кессі, але майже кожні вихідні проводить у горезвісному берлінському нічному клубі Sound. Там вона вперше пробує наркотики: спочатку ЛСД та канабіс, а пізніше й героїн. Свою залежність дівчина вже не може контролювати. Щоб профінансувати вживання наркотиків, Крістіане займається дитячою проституцією на станції залізничного вокзалу "Зоопарк". Її друг Детлеф, теж залежний від героїну, не може її зупинити.
Мати Крістіане дізнається про залежність своєї дочки лише на цьому етапі. Вона домовляється про те, щоб Крістіане та Детлеф пройшли курс лікування від наркозалежності вдома. Однак обоє знову піддаються своїй залежності в перший “чистий” день. В результаті Крістіане стає все важче знайти гроші і вона знову займається проституцією. Детлеф переїжджає до свого залицяльника після того, як його друг Аксель помер від передозування. В результаті відносини Крістіане і Детлефа руйнуються. Після того, як дівчина дізналася, що її найкраща подруга Бабсі, яка хотіла потрапити на реабілітацію, померла від наркоманії у віці 14 років, вона вражена і вирішує також вчинити самогубство. Але вона пережила спробу самогубства, і мама дівчини забрала її до бабусі та тітки в село поблизу Гамбурга. Кінофільм закінчується її заявою про те, що вона вже півтора року чиста. 

## Актори
- Натя Брункхорст - Крістіане Фельшерінов
- Томас Хауштайн - Детлеф
- Єнс Куфаль - Аксель
- Крістіана Райхельт - Бабсі
- Даніела Егер - Кессі
- Райнер Вёлк - Атце
- Ян Георг Еффлер - Бернд
- Керстін Ріхтер - Стелла
- Керстін Малесса - Тіна
- Катрін Шабек - Лінда
- Девід Бові - камео

## Саундтрек
У жовтні 1980 Бові виступав на Бродвеї і не зміг прилетіти на зйомки фільму. Тому сцену з концертом зняли в Нью-Йорку в Hurrah Club, щоб було схоже, що дія відбувається в нічному клубі в Берліні.
1. «V-2 Schneider»
2. «TVC 15»
3. «Heroes / Helden»
4. «Boys Keep Swinging»
5. «Sense of Doubt»
6. «Station to Station» (Live)
7. «Look Back in Anger»
8. «Stay»
9. «Warszawa»

## Сприйняття
І фільм, і книга відразу після виходу стали культовими в Європі, що підвищило обізнаність людей про героїнову залежність. Популярність фільму значно зросла завдяки участі Девіда Бові. Музика Бові з його альбомів, створених в Берліні в 1976 і 1977 роках, широко представлена в картині, і, оскільки він був на піку своєї популярності в кінці 1970-х і початку 1980-х, його присутність підвищила комерційний успіх фільму.
Фільм шокував європейську аудиторію. Героїнова чума, що охопила Західну Європу в період з середини 1970-х до початку 1980-х років, ще не стала надбанням громадськості, тому випуск фільму став першим кроком до того, щоб багато людей дізналися про епідемію; потім стало широко відомо, що героїн забрав життя багатьох європейських підлітків. У фільмі всі деталі героїнової залежності зображені в дуже реалістичних деталях: гра «на слабо», стрілянина, наслідки вживання наркотиків, ломка, шрами, викликані «стріляниною», екстремальна втрата ваги через недоїдання, проституція на залізничних станціях та в провулках.
Сцени з вживанням наркотиків показані досить реалістично. Видно, як діти непритомніють у брудних туалетах, роблять собі ін'єкції, чистять і знову наповнюють шприци. Зображення підлітків-наркоманів з начебто нормальних сімей шокувало. Адже у той час наркомани все ще сприймалися в популярній культурі як набагато старші, більш "дикі" персонажі, які, наприклад, зображені в фільмі Денніса Гоппера «Безтурботний наїзник» або в піснях Лу Ріда. Той факт, що персонажі займаються гомо- і гетеросексуальною проституцією в такому молодому віці, щоб отримувати гроші та наркотики, обурив аудиторію.